# Partula Corona
La Partula Corona è una struttura geologica della superficie di Venere.